# KCA (cannone)
Il KCA è un cannone automatico della svizzera Oerlikon, che usa una munizione da 30mm solitamente usata per veicoli terrestri IFV decisamente potente per il settore aeronautico, l'unico altro aereo che usa la stessa munizione ma con cannone diverso è l'A10, consente di avere a 1500 metri la stessa energia di una munizione DEFA 553.
Installato, a causa della mole, solo sul JA-37 Viggen, con 150 colpi. Il raggio d'azione effettivo raggiunge i 1000-2000 metri.